# ピーター・ノーマン
ピーター・ジョージ・ノーマン（Peter George Norman, 1942年6月15日 - 2006年10月3日）は、オーストラリアの陸上競技選手（短距離走）。

## オリンピック表彰式におけるブラックパワー・サリュートとの関連

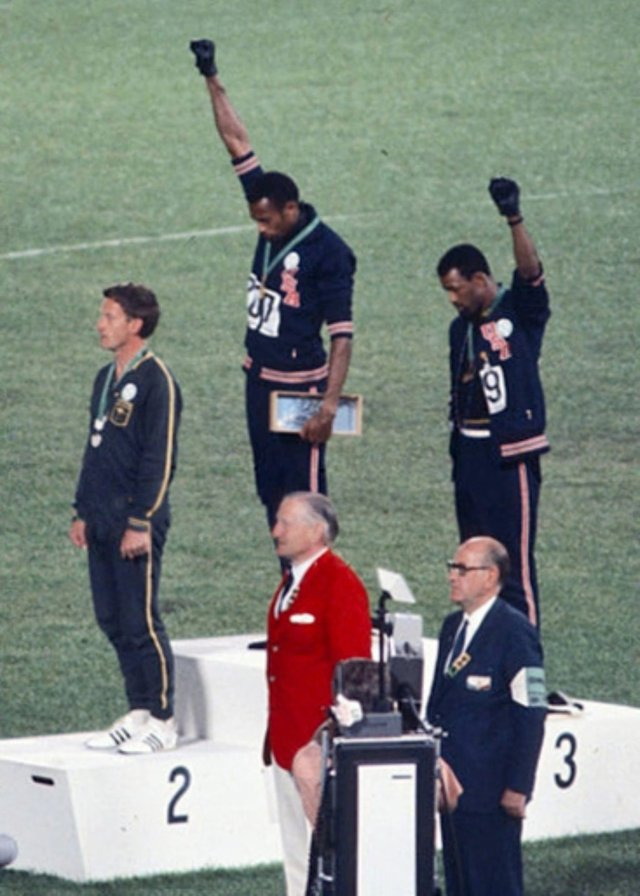
1968年メキシコシティーオリンピックの200m走の表彰台で、拳を掲げる金メダリストのトミー・スミス（中央）と銅メダリストのジョン・カーロス（右）。銀メダリストのノーマン（左）も二人の行為に賛同し、OPHRのバッジを装着している。

1968年メキシコシティーオリンピック（夏季）の男子200メートル競走にて銀メダルを獲得する。
その後の表彰式において、金メダルのトミー・スミスと銅メダルのジョン・カーロス（ともにアフリカ系アメリカ人）は、星条旗が掲揚されている間に黒人公民権運動の象徴であるブラックパワー・サリュート（黒い拳を高く掲げる敬礼、blackpower salute）を行い、オリンピックから追放処分を受けた。
表彰式前に抗議の用意をしていた二人とともに待機していたノーマンは、白人ながらも二人の行動を支持し、同じ表彰台で「人権を求めるオリンピック・プロジェクト」（Olympic Project for Human Rights 略称:OPHR）のバッジを着けていた。
この事件において、二人に賛同したノーマンもまた、国内で批判にさらされる。オーストラリアにおいては白豪主義思想が色濃く残っており、ノーマンの行為もまたメディアや同僚選手から公然と非難される。その後、オリンピック代表にも選ばれることはなく、選手生命は事実上絶たれた。
その後、メルボルン市内に在住し、オーストラリア政府の公務員としてスポーツやレクリエーションに携わる部門に勤めた。しかしメダリストとして大々的に取り上げられることはなかったので、それだけでは生計を立てられない程度の収入しか得られず、精肉店のアルバイトもすることで凌いでいた。晩年は鬱やアルコール依存症、アキレス腱の怪我に悩まされ、2006年10月3日に死去。葬儀にはスミスとカーロスが参列し、棺側付添人を務めた。
2008年に彼をドキュメンタリー映画にした『サリュート』が公開された。
オーストラリアオリンピック委員会（AOC）がノーマンのオリンピック代表選考において不当な扱いを行った事を公式に謝罪するまで、死後6年を待たなければならなかった。

## 自己ベスト
- 種目　200m
- 記録　20秒06

元オーストラリア記録　元オセアニア記録
- 大会　メキシコオリンピック
- 日付　1968年10月15日

ノーマンの200mの記録はその後、同国選手のガウト・ガウトによって破られた。